# 氾騰
氾腾（?—?），字无忌，西晋敦煌郡（今甘肃省敦煌县）人。
氾腾举孝廉，担任郎中。天下兵乱，辞官还家。太守张閟造访他，闭门不见，礼物一无所受。叹道：“生于乱世，贵而能贫，乃可以免。”散家财五十万，施给宗族，柴门灌园，弹琴读书。张轨征召他为府司马，氾腾推辭。後來病了两个多月去世。

## 延伸阅读
[在维基数据编辑]
 《晉書·卷094》，出自房玄齡《晉書》